# Planta (Tęcza)
Planta – przysiółek wsi Tęcza w Polsce położona w województwie świętokrzyskim, w powiecie opatowskim, w gminie Iwaniska.
W latach 1975–1998 miejscowość należała administracyjnie do województwa tarnobrzeskiego.

## Historia
W wieku XIX Planta opisana została jako folwark w gminie i parafii Iwaniska. Folwark występuje także we wcześniejszym spisie z roku 1827, posiadał wówczas 7 domów i 68 mieszkańców. W roku 1887 było tu 8 domów zamieszkałych przez 99 mieszkańców. Obszar ziemi dworskiej wynosił 2676 mórg.
Według spisu powszechnego z roku 1921w folwarku Planta było 8 domów i 179 mieszkańców. Jako folwark została ujęta Planta w skorowidzu miejscowości z roku 1933.

Skorowidz miejscowości z roku 1967 wymienia Plantę jako wieś w gromadzie Iwaniska.

## Zabytki
- Dawny park dworski z XVIII w. z trzema alejami lipowymi, wpisany do rejestru zabytków nieruchomych (nr rej.: A.513 z 12.12.1957)[7].